# Scrophularia dshungarica
Scrophularia dshungarica är en flenörtsväxtart som beskrevs av Vitaliǐ Petrovich Goloskokov och Tzogol.. Scrophularia dshungarica ingår i släktet flenörter, och familjen flenörtsväxter. Inga underarter finns listade i Catalogue of Life.